# Archieparchia lwowska
Archieparchia (archidiecezja) greckokatolicka we Lwowie – prowincja Kościoła katolickiego (obrządku wschodniego), która powstała w wyniku przystąpienia części ludności prawosławnej na wschodnich terenach Polski (Rzeczypospolitej Obojga Narodów) do unii z Kościołem katolickim.

## Historia

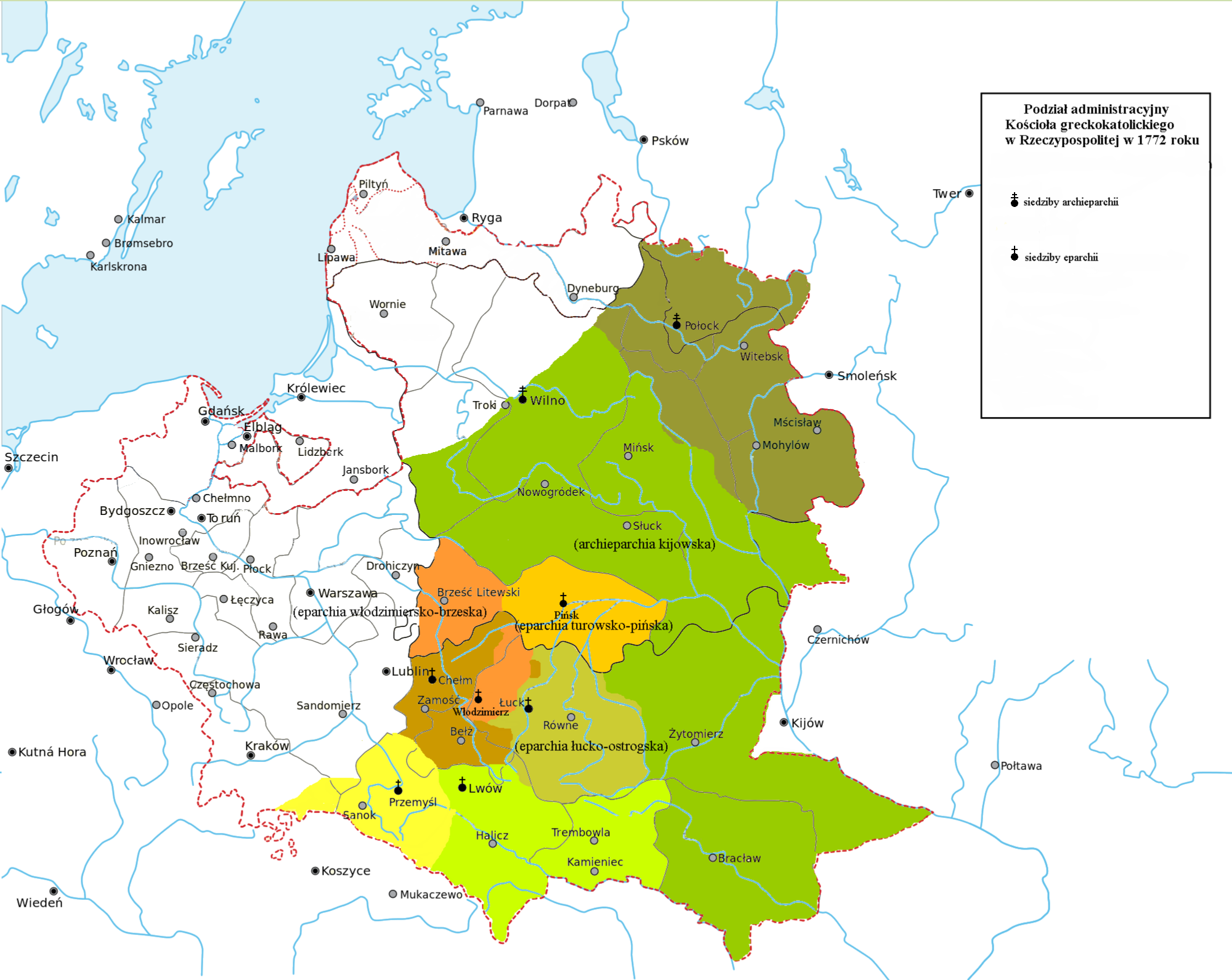
Podział administracyjny Kościoła greckokatolickiego w Polsce w 1772 roku

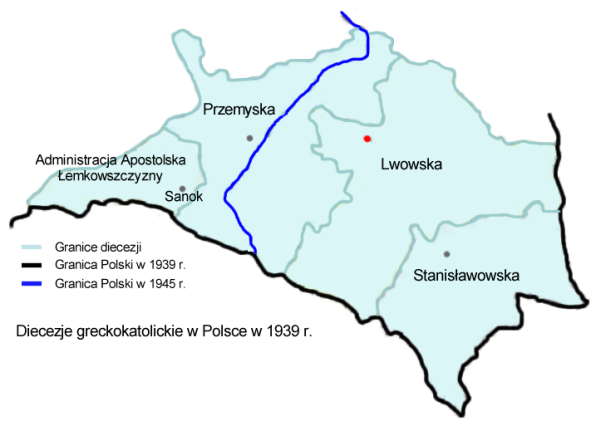
Podział administracyjny Kościoła greckokatolickiego w Polsce w 1939 roku

Eparchia lwowska została utworzona w 1677 roku w wyniku przystąpienia prawosławnej eparchii lwowsko-halickiej do unii brzeskiej. Dopiero w 1700 roku bp Józef Szumlański przystąpił do unii. W 1774 roku cesarzowa Maria Teresa nadała unitom nazwę Kościół greckokatolicki, a 22 lutego 1807 eparchia została podniesiona do rangi archieparchii, a 26 września 1808 ustanowiona stolicą metropolii. W 1885 z terytorium erchieparchii lwowskiej wydzielono eparchię stanisławowską.
W latach 1900–1944 metropolitą lwowskim był abp Andrzej Szeptycki, a w 1939 roku koadiutorem (z prawem następstwa) został bp Josyf Slipyj. W 1944 roku Josyf Slipyj został metropolitą lwowskim, ale w wyniku sytuacji politycznej został w 1945 roku przez władze sowieckie aresztowany i zesłany na Syberię, gdzie przebywał 18 lat. Ciągłość sukcesji apostolskiej została zachowana ponieważ przed aresztowaniem wyświęcił potajemnie nowych biskupów
W dniach 8–9 marca 1946 roku odbył się sterowany przez KGB pseudosobór lwowski, w wyniku którego Kościół greckokatolicki został zlikwidowany i przejęty przez prawosławie. Nowym biskupem Lwowskim prawosławnym został Makary, który realizował rządową politykę przejmowania Kościoła greckokatolickiego przez prawosławie; nastąpiły polityczne represje wobec wiernych i duchownych (50% duchownych aresztowano, 10% wyjechało za granicę, 20% przeszło na prawosławie, 10% podjęło działalność podziemną jako „kościół katakumbowy”).
W 1956 roku powrócili z zesłania dwaj biskupi, którzy w latach 1956–1959 sprawowali potajemnie posługę – bp Mikołaj Czarnecki we Lwowie i bp Iwan Latyszewski w Stanisławowie. Arcybiskup Josyf Slipyj na skutek interwencji papieża Jana XXIII został w 1963 roku uwolniony i zaraz potajemnie wyświęcił na biskupa egzarchę Łuckiego Wasyla Wełyczkowskiego, ale z powodu przymusu władz sowieckich wyjechał do Rzymu, w 1963 roku został mianowany arcybiskupem większym i członkiem Kongregacji ds. Kościołów Wschodnich, a w 1965 roku został mianowany kardynałem. Bp Wasyl Wełyczkowski, który w latach 1963–1973 zarządzał metropolią lwowską. W 1964 roku wyświęcił na biskupa Włodzimierza Sterniuka, który w latach 1977–1991 administrował metropolią lwowską. W 1980 roku odbył się Nadzwyczajny Święty Synod Biskupów Ukraińskich, a biskupem koadiutorem został Myrosław Lubacziwśkyj. Abp Josyf Slipyj zmarł w Rzymie w 1984 roku, a nowym zwierzchnikiem ukraińskich grekokatolików został abp Myrosław Lubacziwśkyj.
1 grudnia 1989 roku ogłoszona została „Deklaracja Rady do Spraw Religi skierowana do Rady Ministrów Ukraińskiej SRR” i na zachodniej Ukrainie zaczęły powstawać nowe parafie i odzyskiwano cerkwie. Abp większy Myrosław Lubacziwśkyj 31 marca 1991 roku powrócił do Lwowa. Archieparchia lwowska została ponownie reaktywowana w 1991 roku, a także eparchie iwano-frankowska i mukaczewska. W 1990 roku reaktywowano Akademię Duchowną we Lwowie (w 2001 roku przekształconą na Katolicki Uniwersytet Ukraiński). W dniach 16–21 maja 1992 roku odbył się „Synod biskupów odrodzonej Cerkwi, na którym ustanowiono nowe eparchie. W 1993 roku z wydzielonego terytorium archieparchii lwowskiej utworzono eparchię samborsko-drohobycką, eparchię tarnopolską i eparchię zborowską; w kwietniu 1996 utworzono egzarchat kijowsko-wyszogrodzki, aby objąć opieką duszpasterską katolików na wschodniej Ukrainie i w Kazachstanie. Na synodzie w sierpniu 2000 roku utworzono eparchię sokalską i eparchię stryjską, z połączenia eparchii tarnopolskiej i zborowskiej utworzono eparchia tarnopolsko-zborowska.
W 2001 roku metropolitą lwowskim został Lubomyr Huzar, a 27 czerwca 2001 roku we Lwowie przebywał z wizytą papież Jan Paweł II, który beatyfikował 28 męczenników (w tym 8 biskupów). W 2005 roku siedziba zwierzchnika Kościoła greckokatolickiego na Ukrainie została przeniesiona do Kijowa, w związku z czym greckokatolicka metropolia lwowska uległa likwidacji. Nowym arcybiskupem lwowskim został Ihor Woźniak. W 2011 roku, decyzją Synodu Ukraińskiego Kościoła Greckokatolickiego powołano dwie nowe metropolie (iwono-frankiwską i tarnopolsko-zborowską) i reaktywowano metropolię lwowską, podporządkowując jej eparchie sokalsko-żółkiewską, samborsko-drohobycką i stryjską.
Kościołem katedralnym archieparchii jest sobór św. Jura we Lwowie.

## Dekanaty
Archidiecezja lwowska jest podzielona na 18 protoprezbiteratów (dekanatów): 6 miejskich we Lwowie i 11 w archieparchii.
- protoprezbiterat halicki (rejon halicki) – 21 parafii
- protoprezbiterat zaleski (rejon kolejowy) – 8 parafii
- protoprezbiterat łyczakowski (rejon łyczakowski) – 10 parafii
- protoprezbiterat sychowski (rejon Sychowski) – 9 parafii
- protoprezbiterat frankowski (rejon frankowski) – 8 parafii
- protoprezbiterat szewczenkowski (rejon szewczenkowski) – 10 parafii
- protoprezbiterat winnicki (Winniki) – 22 parafie:
- protoprezbiterat gliniański
- protoprezbiterat zwenigorodzki
- protoprezbiterat złoczowski
- protoprezbiterat krakowiecki
- protoprezbiterat niemirowski
- protoprezbiterat pomorzański
- protoprezbiterat pustomycki
- protoprezbiterat sokalski
- protoprezbiterat jaworowski
- protoprezbiterat janowski